# 斯維特萊 (卡霍夫卡區)
46°22′53″N 33°46′44″E / 46.38139°N 33.77889°E
斯維特莱（烏克蘭語：Світле）是位於烏克蘭南部的村莊，由赫爾松州卡霍夫卡區的赫雷斯蒂夫卡市鎮負責管轄。該村始建於1932年，面積10平方公里，海拔高度28米，2001年人口68，人口密度每平方公里6.8人。